# Tarrant (Alabama)
Tarrant – miasto w Stanach Zjednoczonych, w stanie Alabama, w hrabstwie Jefferson. W roku 2023 miasto zamieszkiwały 5833 osoby, a gęstość zaludnienia wynosiła niemal 219,3 osoby/km².